# 太宰治的自杀

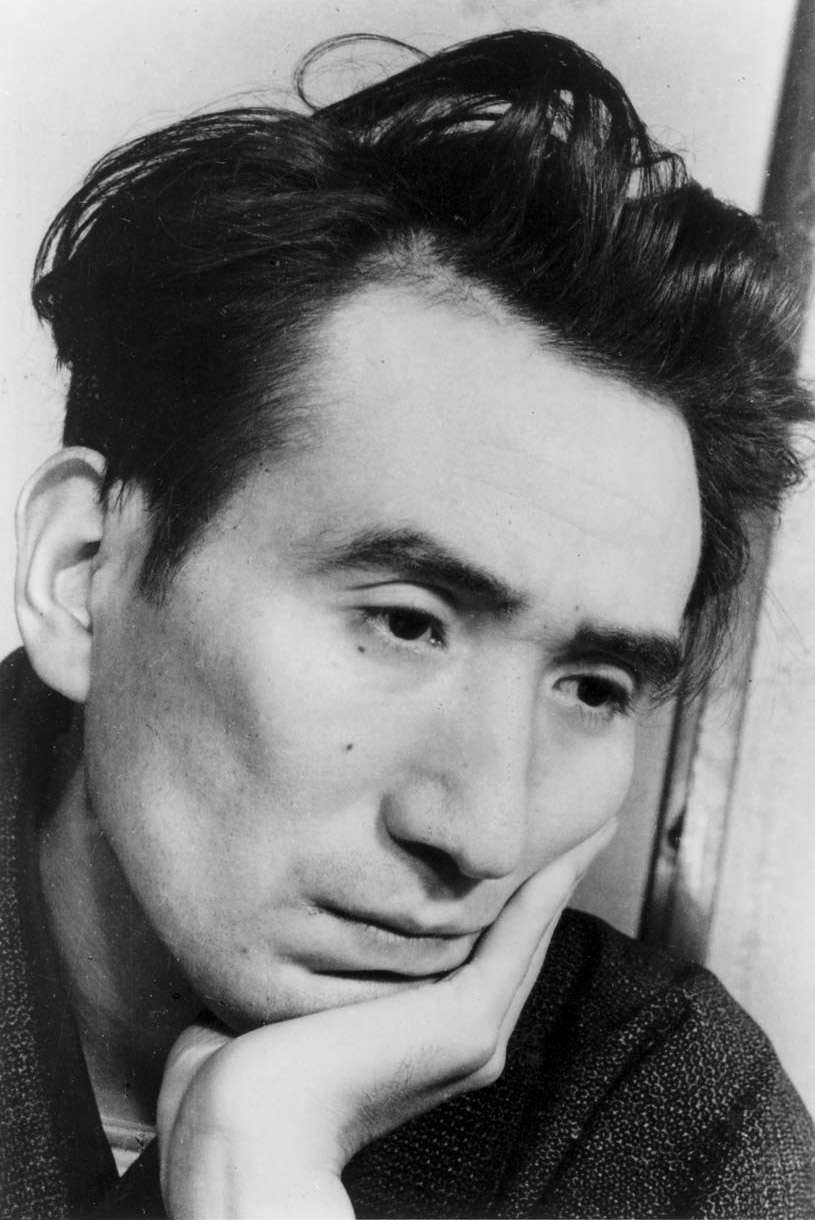
太宰治

本条目讲述日本作家太宰治数次尝试并最终实现自杀的经历。太宰曾至少五次尝试自杀，最后一次是在1948年6月13日，他与情人山崎富荣一起自沉于玉川上水，双双殉情自杀。太宰的自杀经历在日本作家中也尤为特别，他的文学作品也多次以自杀为题材，此外他的自杀也与多位女性有关，因此在日本社会上引起了强烈的反响。
日本文学家自杀身亡的实例并不少，包括川端康成、三岛由纪夫、芥川龙之介等知名作家。但太宰治的自杀有其特别之处。许多作家都是第一次自杀就既遂，但太宰有超过五次的自杀未遂经历，可谓自杀“老手”，日本作家中除了太宰治外，多次自杀未遂的还有服毒4次以上的鹤见俊辅。因此，太宰治的自杀经历在日本文坛也具有特殊的存在感。
此外，太宰也主动地将他自杀未遂的经历和体验转化为文学创作的素材，自杀即太宰人生的一部分，也是太宰文学的一大主题。除了最后一次自沉，先前的数次自杀手段都并不奏效，自杀也缺乏明确的动机，而且数次都牵涉到与他有感情纠葛的女性。

## 历次自杀经历
| 时间              | 人物             | 手段                         | 结果                     | 以此为题材的小说                                     | 备注                 |
| ----------------- | ---------------- | ---------------------------- | ------------------------ | ---------------------------------------------------- | -------------------- |
| 1929年11月        | 与不知名女孩殉情 | 大量服用溴化纈草酸尿素       | 未遂                     |                                                      | 详情不明             |
| 1929年12月10日    | 独自             | 大量服用溴化纈草酸尿素       | 未遂                     | 学生群、苦恼年鉴、人间失格                           | 有误服说、假装自杀说 |
| 1930年11月28日    | 与田部支美子殉情 | 大量服用溴化纈草酸尿素后自沉 | 太宰治被救，田部死亡     | 叶、道化之华、虚构之春、狂言之神、人间失格、东京八景 | 有太宰杀害田部说     |
| 1935年3月16日     | 独自             | 自缢                         | 未遂                     | 狂言之神、东京八景                                   | 有谎称自杀说         |
| 1937年3月25日     | 与小山初代殉情   | 大量服用溴化纈草酸尿素       | 未遂                     | 姥捨、东京八景、人间失格                             | 有假装殉情说         |
| 1947年12月5日前后 | 独自             | 大量服用药物                 | 未遂                     |                                                      | 真伪不明             |
| 1948年6月13日     | 与山崎富荣殉情   | 投河                         | 太宰治与山崎富荣一起死亡 | －                                                   | 有山崎富荣强迫殉情说 |

## 1929年12月10日自杀未遂
太宰治在青森中学校读书期间，每遇挫折辄称“想死”，这也成了其口头禅。升入弘前高等学校后，他也与朋友两次谈起自杀。1929年11月，他与一个女孩（姓名不可考）到郊外的荒地大量服用溴化纈草酸尿素，试图一起自杀，但并未成功。但这一经过并没有非常清楚的记载。
对太宰而言，第一次确切可考的自杀尝试发生在1929年12月10日。在第2学期的期末考试前一晚，太宰独自一人在宿舍里大量吞服溴化纈草酸尿素后，陷入昏迷，之后被同住的人发现后，紧急送医抢救。当时接到消息的二哥津岛英治（太宰治本姓为津岛）闻讯赶来。由于抢救及时，11日下午4点左右，太宰治从昏迷中醒来。校方对此次事件定性为“因神经衰弱过量服用安眠药”，有观点认为太宰可能并非自杀，而是误服药物，也有观点认为当时的太宰有说谎的癖好，因此可能只是他谎称自杀。但毕竟大量吞服溴化纈草酸尿素确是事实，存在生命危险，因此主流观点认为这次属于自杀未遂。
至于自杀的动机，有观点认为从当时太宰的作品《学生群》、《苦恼年鉴》中可以看出他正醉心于普罗文学和马克思主义，但太宰本人出身于青森县的大地主家庭，因此他可能苦恼于现实出身与思想觉悟之间的鸿沟。但从当时太宰对待普罗文学以及马克思主义的态度来看，很难说他已经发展到思想痛苦挣扎甚至必须自杀的程度。
太宰在入读弘前高校后，一度成绩相当优异。但他渐渐在周末沉迷于青森市内的烟花柳巷，并在1927年秋与艺伎红子（本名为小山初代）交往。不务正业的太宰成绩一落千丈，甚至到了快留级的地步。对小山而言，太宰出身于优渥的大地主家庭，条件优越，因此也很乐于与他恋爱。小山曾与太宰说起自己可能与另一个常客结婚而放弃艺伎的事。作为被家庭寄予厚望的太宰，一方面学业压力剧增，一方面又有感情上的纠葛，因此承受了巨大的精神压力。
但是上述事由也似乎很难成为导致太宰决心自杀的根本理由，因此太宰的此次自杀仍被普遍认为动机不明。

## 1930年11月28日殉情事件

### 与旧家庭的决裂
1930年3月3日，太宰从弘前高校毕业，并在4月20日考入东京帝国大学。在大学里的他更倾心于左翼分子的学生运动。但到了6月21日，当时在东京美术学校雕塑专业学习的哥哥津岛圭治因病早逝。圭治是太宰与家族互通音信的重要纽带，他的早死对弟弟太宰来说是沉重的打击。他的长兄津岛文治到东京处理圭治后事时，也得知太宰与左翼运动的关系。
另一方面，从高中时期已与太宰确立恋人关系的小山初代，也在9月30日接到太宰的书信后秘密从艺伎屋脱逃，到东京与太宰同居。由于她行踪保密，艺伎屋方面也无法找到她的下落，但基本猜到极可能与太宰在一起，因此也去太宰家交涉此事。
当时津岛家的族长津岛文治即太宰治长兄，他于11月初到东京与弟弟商谈小山之事。出发前津岛的家族会议已经决定，要求太宰治与小山分手并专心学业，但太宰治并不答应，于是文治提出可以让两人结婚，但太宰只能选择被家族除名并分家独立。表面上文治的这一要求是因为艺伎与太宰私奔导致家族蒙羞，但真实的原因是预见到太宰治投身于左翼运动后，迟早会与家族决裂，为了避免津岛家族受到牵连而选择与他划清界限。
太宰接受了大哥的方案，但终究还是因为要与家族决裂而大受打击。文治先带小山初代回到青森，并办理了艺伎赎身手续。11月24日，津岛家以津岛修治（太宰本名）的名义与小山家订婚，给出了高额的彩礼。在订婚前，太宰也收到了家族将其除名的户籍文件。太宰一方面与家族决裂，另一方面又几乎没有与婚约对象的小山有书信往来，对前路毫无头绪的他感到孤立无援，终日饮酒消愁。

### 与田部渥美的殉情

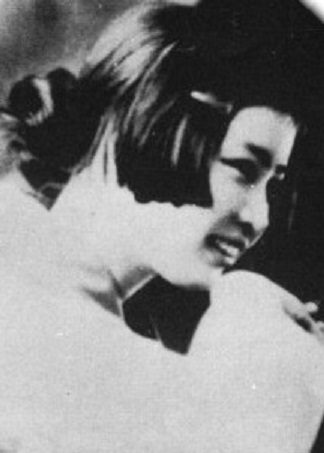
田部渥美

在1930年11月28日殉情事件中殒命的田部渥美（田部あつみ）本名为田部支美子（田部シメ子)，她很厌恶这名字，于是很早就改名为渥美。渥美学业优秀且知书达理，入读广岛市立舟入高等学校后，无法忍受严格的校纪而退学。
退学后的田部渥美从1930年3月起在广岛一家咖啡屋做女招待。由于她气质出众，颇受男客人的喜爱。田部渥美结识了一位客人高面顺三，两人便开始了同居。高面始终期望成为舞台剧演员，两人在1930年夏天到东京后，住在朋友家中。
到东京后，高面一直没能找到演戏的机会，两人生活拮据。而田部渥美也开始重操旧业，在银座的咖啡店里工作。此时经常光顾的客人中就有太宰治，于是两人也成为朋友，经常一起外出看剧。
11月下旬，高面顺三提出要与田部一起回广岛，但遭到反对。于是两人关系破裂。11月26日，太宰邀请田部渥美一起到浅草一带游玩，还把朋友中村贞次郎介绍给了田部。当晚，太宰就与田部渥美在帝國飯店留宿。

### 殉情经过及后续
太宰与田部渥美在帝国酒店留宿之时，两人都对前路感到惆怅迷茫。离开酒店后两人的行踪并不清楚，但基本可以推测两人在一起度过了三四天。此后，太宰买了大量溴化纈草酸尿素，并在11月28日晚上，与田部大量服用后，在镰仓的七里浜海滩附近殉情自杀。当时并不清楚两人在服药后是否还有跳海。基本可以推测太宰的自杀与家族对他的抛弃有很大关系，但为何要与田部渥美殉情，仍有许多疑点。
结果，田部渥美中毒身亡，而太宰却活了下来。事后警方一度怀疑是太宰杀害了田部，但在11月29日上午8点左右被抢救的太宰随后被送往七里浜惠风园，并以帮助自杀罪的嫌疑接受了警察的调查。
接到电话通报的津岛文治随即为弟弟的事情四处奔走。他首先让属下带了大量现金来到东京，并在警察到太宰住处搜查之前，先烧毁了大量文书信件。而负责事件调查的尽管也正好是太宰早逝的哥哥津岛圭治的小学同学。津岛家拜托这位警官“给予特别关照”，因此警方对太宰的住处未做深入仔细的搜查。此后负责案件审理的横滨地方法院院长也正好是津轻人，因此在收到津岛家的要求后对太宰照顾有加。最终，案件认定太宰与田部渥美两人均吞服了溴化纈草酸尿素，而且太宰因胸部病痛而产生厌世情绪，决定与田部殉情，最终判定暂缓起诉。由于警察与法官在案件中的关照，这一次自杀事件没给太宰和津岛家带来很大的麻烦。
事后太宰在作品中写道，他自己活了下来，而导致田部渥美香消玉殒，这“是我一生中的污点”。于是从1934年《叶》开始，直至晚年的《人间失格》，作家太宰多次以此次殉情事件为题材创作小说。尽管小说的虚构内容并不能与实际的自杀事件完全等同，但毕竟只有他一方活了下来，这对太宰造成的创伤极深，他至死都满怀对田部渥美的愧疚，也带着赎罪的心态而创作了多部小说。
而婚约对象小山初代得知太宰与田部殉情未遂一事后怒不可遏。这也导致两人感情开始出现裂痕。但太宰的长兄文治在处理案件后催促他与小山初代尽快成婚。太宰在事件后为了避人耳目，暂时回老家休养，并在1935年末，与小山草草举行婚礼。

## 1935年3月16日自杀未遂
1935年3月16日的未遂自杀，在太宰的多次自杀经历中是疑点颇多的一次。太宰以这次自杀为题材，写下了《狂言之神》与《东京八景》。在两部小说中描写的内容有些与事实一致。例如1935年3月15日，太宰离家后先到镰仓拜访了深田久弥，过了3-4天后再回到了家中。这期间由于他下落不明，家人和朋友担心他会再次自杀，于是报警搜索。但随后太宰又安然回到了家中。
由于上述小说中描写的自杀方法并不是上吊，但太宰自称选择了上吊，因此也有人怀疑他并无自杀企图。但另一方面，他在1936年8月写给哥哥文治的信中说道自己曾经自杀未遂，而且在1936年11月到东京武藏医院看病时也在病历上记载了“在镰仓上吊自杀未遂”。此外当时在太宰家同住的飞鸟定城也回忆“刚回家后的太宰脖子上有很粗的红肿印记”，因此也有观点认为他曾在镰仓的山里企图上吊，但终究没有成功。也有一种观点认为，他确实尝试了自杀，但也没打算真正死。
关于此次自杀的动机，他在《狂言之神》中说明是因为与报社求职面试失败有关，在《东京八景》中也提到了与报社面试的关系。但其实当时他面临的更大的问题是难以从东京帝国大学毕业以及家族给他寄送的生活费难以为继。1930年4月入学的太宰本来应当在1934年3月就毕业，但由于他旷课太多，收到了留级处分。当时他对家里承诺，第二年一定能毕业，从而让家里继续寄生活费。但到了1935年3月，他眼见自己仍然不能毕业，于是感到自己处于穷途末路，可能因此选择自杀。
还有一方面原因可能是他在1934年到1935年期间，创作上遇到了严重的障碍。他在《叶》中尝试了再次构建作品的新手法，并在《道化之华》中达到了极致。此后，他始终在探索新的创作手法，但多次碰壁。无法跳出原有窠臼的太宰感到非常焦虑，也可能因此而选择走上绝路。

## 1937年3月25日殉情未遂

### 在东京武藏野医院接受治療
在1935年3月16日自杀未遂之后，太宰又遇到了一连串的麻烦。首先是1935年4月因患虫垂炎而住院。当时他的虫垂炎已经相当严重，手术后也曾引发了腹膜炎，险些导致病危。医生为了镇痛，给他服用了羟考酮。但这也造成他此后形成了对这种药物的依赖症。
这期间太宰也被推选为新创设的芥川文学奖的提名人选。当时的最终提名名单中包括他、石川达三、外村繁、高见顺、衣巻省三等实力强劲的文坛新秀。对于评委来说，从这些实力不分高下的人选中挑选获奖者也是一件痛苦的事。尽管太宰热切盼望赢得这个奖项，但最后他未能如愿，这也让他大受打击。由于他的药物依赖也逐渐严重，加上文学奖落选的挫折，让他的受害者意识更为强化，时而出现幻觉及妄想等症状。
第二届芥川奖的评选因二二六事件的爆发而被迫暂停。到了1936年上半年，太宰的作品再次入选芥川奖的提名名单。但是这一次他又未能斩获大奖，加上他因为药物依赖而大量借债买药，生活犹如雪上加霜。他的妻子小山初代对于太宰的痛苦也极为焦虑，便向津岛家求助。得知太宰近况的家人们便向井伏鱒二寻求帮助。井伏也为了帮助太宰摆脱药物依赖而煞费苦心，劝说太宰在小山的陪同下到专治精神疾病的东京武藏野医院住院治疗。
住院伊始，他被安排在光线明亮的开放式病房内。但之后鉴于他有自杀倾向，便被转移到封闭式病房。在住院治疗约一个月后，太宰状态稳定了下来，出院回家。这期间，太宰夫妻倆的感情产生了裂痕。主要是因为太宰举债买药，导致两人生活拮据，为此时不时会产生口角。太宰甚至认为，小山正是为了发泄平日积累的不满，才极力劝说太宰去住院。

### 小山初代的不忠

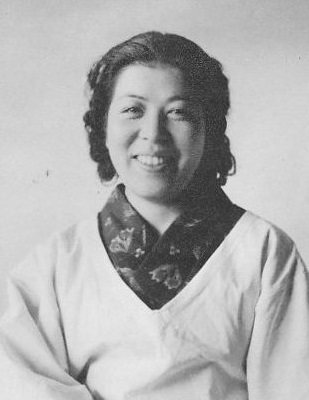
小山初代

在太宰住院期间，妻子小山初代与太宰的姻亲小馆善四郎有了私情。两人约定将这件出轨之事绝对保密，但在1937年3月初，小馆不慎将此事泄露给了太宰。得知妻子的不忠，太宰极为震怒，也对小山彻底失望。
奸情被发现后，小山初代也精神恍惚，茶饭不思，日渐憔悴。此后不久就发生了她与太宰的自杀未遂事件。

### 太宰与小山初代的殉情
太宰在《姥捨》中也提到了这次与小山初代在谷川温泉的自杀。作品中的丈夫嘉七（原型即太宰）面对偷情败露而想以死谢罪的妻子数枝（原型即小山初代），认为自己不能独活，于是建议夫妻一起自杀殉情。两人考虑在谷川温泉的温泉旅馆住一晚后，晚上在积雪融化的斜坡上服安眠药入睡，待身体滑落后用繫在脖子上的带子勒颈自杀。但结果这次自杀也没有成功，两人分开后，分别回到了东京。
关于这次与小山初代的殉情未遂，后人认为有许多疑点。首先对于常年服用安眠药的太宰来说，应该不至于不知道安眠药的致死量。此外，在服下安眠药昏迷后用带子把自己勒死的做法似乎也颇为异常。最后，3月下旬的谷川温泉附近气温往往在零度以下，如果服用安眠药过量而睡着，则极可能被冻死。另外，初代在出发之前也毫无整理身边物品及安排后事的迹象。
根据以上几点，有一种观点认为这一次的自杀根本就是虚构的，还有观点认为这仅仅是太宰为了与妻子离婚而伪装成自杀，更有观点认为太宰治在此次事件当时根本没有自杀的想法。
在这次未遂的殉情自杀后，夫妻间的感情更为脆弱，两人也更无理由一同生活。两人回到东京后就开始分居，之后在1937年6月，两人协商好离婚事宜，小山返回了青森的娘家。

## 1948年6月13日殉情身亡

### 与小山初代离婚后的太宰

#### 与石原美知子的婚姻

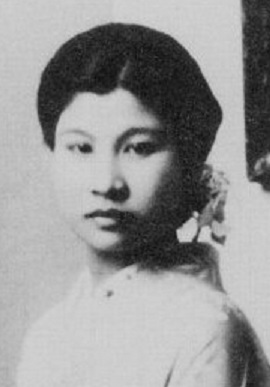
太宰第二任妻子美知子

与小山初代离婚后，太宰的生活极不规律，正如其老师井伏鱒二所说，“这段日子是太宰君一生中最颓废的时期”。此外，他的长兄津岛文治也因在1937年4月的众议院选举中采取了违规行为，而被剥夺了10年的政治权利（公民权），被迫辞去了所有公职，赋闲家中。因此，一直依靠家中接济生活的太宰更为穷困。同时，太宰的姐姐因病早逝，外甥也自杀。此外与小山有染的小馆善四郎也一度尝试自杀，太宰处在一个危机重重的环境下，再次加剧了精神上的压力。
而太宰本人也在这种混乱不羁的生活中感到了危机，希望跳出这样的环境，但他依靠自己的力量终究不能摆脱。这时，他遇到了石原美知子。急于改变现状的太宰对两人的婚事颇为积极。而他家里的兄长们也暗地里在支持他的这次再婚，并负担了相当多的费用。还有他的老师井伏鱒二虽然对太宰能否在婚后振作起来表示担心，但太宰向他写信保证“如果我再重复一次失败的婚姻，那您就把我当做完全的疯人抛弃吧”。因此井伏也竭力促成了这门婚事。
1939年1月8日，太宰与石原美知子举行了婚礼。结婚前后，他完成了《富岳百景》的创作，此后一段时间他也在稳定的婚后生活中继续写作。

#### 与太田静子的交往

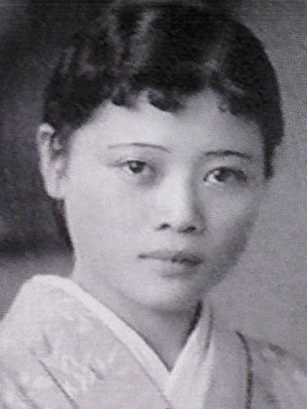
太田静子

婚后享受着安宁生活的太宰与妻子配合写作。当时他的许多原稿都是由他口述，妻子记录后再次誊抄，而且也会对他发表的作品提出建议和评论。可以说美知子对太宰的创作做出了相当大的贡献。但即便如此，太宰从1941年起就开始与太田静子保持了婚外情的关系。太田静子对太宰非常崇拜，主动地追求这位名满日本的大作家。
在二战结束前后的混乱岁月里，太宰与太田一度失去了联系，但在1945年末，太田的一封信又让两人的感情死灰复燃。两人保持着地下情人的关系，在1947年1月，太宰治为了构思新的小说素材，提出要借阅太田静子的日记。静子提出要太宰前往她所住的下曾我村大雄山庄，于是从2月中旬起，太宰便来此地与太田静子相聚。他住在这里的几天时间里，借阅了静子的日记。也正是在这几天中，太田静子怀上了太宰的孩子。太宰之后创作了著名的《斜阳》，其中就很大程度上参考了太田静子的日记。而在写作《斜阳》期间，太宰又结识了最终与他殉情自杀的情人山崎富荣。

### 陪太宰赴死的女人——山崎富荣

#### 山崎富荣的经历

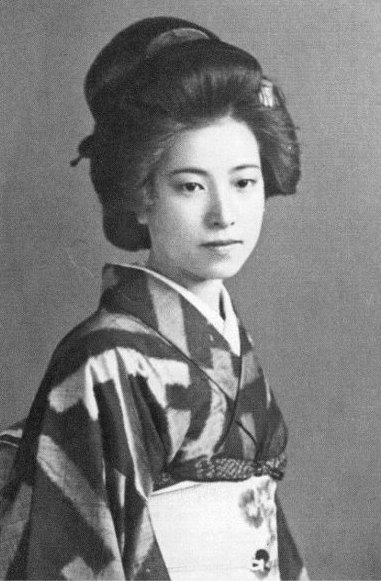
山崎富荣

与太宰治殉情而死的山崎富荣之父山崎晴弘是日本首家美容学校——东京妇人美髮美容学校（御茶水美容学校的前身）的创始人。山崎富荣为家中次女，因大姐早夭，加之她学业优异，一直被父亲视为美容学校的接班人。山崎晴弘在银座的松屋前开了一家奥林匹亚美容室，而富荣就协助父亲一起打理。
1944年11月，山崎富荣与三井物产的职员奥名修一成婚。婚后不久，新郎即被外派至日占菲律宾的马尼拉分公司工作。山崎原本计划与丈夫一起赴任，但由于航班座位紧张，山崎只能暂时留在日本等待后续的航班。之后太平洋战争局势急剧恶化，奥名修一在抵达马尼拉后不久就被征召入伍，旋即战死。与丈夫无法联系的山崎富荣只能暂停前往马尼拉的计划，在1945年3月的东京大轰炸后，她被迫前往滋贺县的母亲家中躲避战火。
日本战败后的1946年春，山崎富荣从滋贺县来到镰仓市的美容院工作。半年后，她又到御茶水美容学校的毕业生所经营的东京三鹰站前的美容院工作。当时由于她的美容技艺精湛超人，积攒了不少回头客，收入也相当可观。她在积攒了一点资本后，打算将父亲一手创建但又在战争中被烧毁的御茶水美容学校重建起来。

#### 与太宰的邂逅
太宰与山崎富荣的初次见面是在1947年3月27日。介绍两人认识的是山崎富荣的美容院同事。当时这位同事在三鷹喝酒时偶然与太宰结识。从同事口中得知太宰毕业于弘前高等学校后，山崎便想从他口中打听以前在该学校读书时早逝的哥哥的事，于是拜托同事介绍她与太宰见面。
没过多久，山崎富荣就与太宰陷入了情网。富荣还在写作稿纸上以日记的形式将她与太宰交往的过程记录了下来，这可能与太田静子的日记一样，也是太宰希望今后以此为素材来创作小说而特意劝山崎写的。
倾倒于太宰的人格魅力的山崎富荣明知太宰是有妻儿的有妇之夫，但犹豫再三后她还是成为了他的情妇。正如前述，山崎富荣当时为驻日美军提供剪发等服务，因此能方便地买到进口的洋烟洋酒。在战后的物资匮乏时期，她能为爱好烟酒的太宰提供这些物资，对后者而言就是极有价值的情人。
在交往加深的过程中，太宰也开始长期居住在山崎富荣的住宅进行写作或接待访客。当时因结核而经常咳血的太宰也需要山崎富荣的照料。太宰本人也将山崎富荣称为“我的护士”。山崎富荣也逐渐开始帮太宰与那些登门求稿的编辑打交道，甚至到了“垄断”了太宰的地步。因此，她也在某种程度上兼任了太宰的秘书。从1947年秋天起，山崎富荣就辞去了本职工作，开始一心一意担任太宰的情妇兼护士兼秘书，从她全身心为太宰工作的姿态来看，也可以说是照顾太宰方方面面的母亲再世。山崎富荣自己也时常把自己比喻成既是太宰的奶妈，又是他的姐姐，同时还是“小佐”一样的存在。
为了支持太宰的衣食住行、医药费和接待费用等，山崎富荣也逐渐花光了自己的积蓄，到了1947年12月已经坐吃山空。对于太宰而言，山崎又给他经济支持，又兼任护士和秘书，同时又做他的情人，可谓是完美的伴侣。

### 经受多重压力的太宰治

#### 深陷感情泥潭
檀一雄曾这样评价太宰，“从未见过像他这样既对人人绝望，又对人人谄媚逢迎的人”。河盛好藏也曾以太宰自己说过的“我欠缺爱别人的能力”，评论他“一方面又比普通人更渴望爱情，但一方面又对得到的爱情立即视为负担，总是会摇摆不定”。太宰确实也逐渐感到山崎富荣这种奉献式的爱对他是一种沉重的负担。而山崎富荣看到太宰的样子，也感到一丝不安，但她仍不听从到东京来看望他们的母亲的劝告，仍然毫无保留地爱着太宰，并曾经梦见与太宰一起死的场景。
而让太宰的生活雪上加霜的是怀着他孩子的太田静子。据太宰朋友伊马春部所说，太宰的妻子美知子得知太田静子有了身孕之后，郁闷之际也终日买醉，时而离家不归，因此让太宰的生活更加糟糕。1947年11月，太田静子诞下一女，太宰认她为自己的女儿，因此将自己名字中的“治”字用来给女儿命名，取名为“太田治子”。山崎得知此事，大发雷霆。而太宰只能安慰情人，“我们倆继续做一对好恋人吧。到我死的时候，让我们同生共死。”，才让山崎富荣消了气。此外，太宰与太田静子之间的交流都是通过山崎富荣传达的，包括给孩子的抚养费也都是让她代为打点。
一方面与山崎富荣维持着情人的关系，一方面太田静子又为他生出私生女，太宰的家人得知这些事后，与他的关系则更为恶化。1947年底，太宰的老友探访他时，就感觉他家里已经颇为破败不堪。原本太宰的正妻美知子是很爱打扫的主妇，但当时朋友看到家中非常脏乱，而移门上的破了洞的糊纸也被放任不理。这主要是因为美知子知道了太宰与山崎富荣的关系，他也很少回家，对家庭已无眷顾，因此妻子就丧失了做家务的动力。除了与妻子的关系恶化，他患弱智的大儿子也让太宰非常烦心。太宰对儿子今后的人生颇为悲观，也曾对山崎富荣谈起过有关儿子的苦恼。
这段时间，他给朋友的信件中也时常透露出自己的苦恼。1947年4月初，他的信裡第一次提到“有一个深入我生活的女人，我有点想死”，6月份的信裡又写“我的生活裡就是酒、女人和工作，已经一团糟。”，而12月的信裡又写道“我不光得了病，还在女人的事情上纠缠不清，现在正是半死不活的状态”。1947年12月初，他曾因过量服用安眠药，而差点死掉。

#### 肺结核病情恶化
1936年10月，太宰在东京武藏野医院住院时被检查出左肺整体带有干湿性的回音，被诊断为左侧肺结核。而且住院期间，一直持续低烧，医生也判断为原因在于肺结核。但由于武藏野医院为精神科医院，没有进行X光检查或咳痰检查等，因此完全没有对他进行肺结核的治疗。出院后他也一直不重视这个病，放任不管。
1940年1月，太宰感觉腰部出现了肿状物，被医生认为可能是结核性肿瘤。这段时间的太宰只要稍一劳累就容易得病，身体状况很不稳定。1941年11月，在征兵的健康检查中，他因有胸部既往疾病史而被判为不合格。
日本战败后，在文坛声誉日隆的太宰被出版社和编辑们连续约稿，加上自己嗜好烟酒，结核病的情况益发严重。在山崎富荣的日记中也随处可见他咳血的记述，甚至在前来求稿的编辑面前，也发生过太宰大口吐血的场面。1948年1月末，房东因为害怕肺结核的传染，跟山崎富荣提出要求，请他们不要将太宰用过的纸扔在公用垃圾箱里，还要对太宰用过的厕所进行消毒等。然而固执的太宰仍然不愿意到医院治疗肺结核。他对朋友解释说，一旦去了医院，就让他绝对静养，所以他宁可在家里让山崎注射大量的退烧镇痛剂和维他命药剂，而且也继续终日饮酒，埋头于小说的创作。

#### 与文学界渐行渐远
在战时的日本，尽管环境恶劣，太宰仍然坚持创作出了大量优秀的纯文学作品。而在战后，许多作家都基本停止了创作，因此高产优质的太宰治更加门庭若市，不断被出版社约稿。
尽管他已成为日本一流的作家，但他对文坛和社会仍然有着深深的怀疑和隔阂。在战争中，社会舆论对于那些不积极配合体制的作家都百般责骂，甚至认为其为非国民。到了战后，民众又高举民主主义的正义大旗，对一些人反过来攻击指责。太宰对于在战后的日本风靡一时的自由主义或共产主义也不看好，认为这些只是顺应时局的应时之说，本质上并没有新意，加之他觉得自己是一个老派的人，对于自己和日本的前途都抱着悲观的情绪。安藤宏发现，在对于战后的社会产生绝望之后，太宰的文学中出现了重大的转变，同时他与文坛人物之间的距离也更加远离了。
战后的太宰与坂口安吾、织田作之助等人一并被称为无赖派。他们不参加作家们的沙龙活动，在文坛上犹如一匹孤单的野狼一般发表作品，以独立的姿态存在。这其中尤以太宰为甚。他非常厌恶文坛沙龙的形式，认为这只是作家们在拉党结私，并与政治相勾结。在价值观和社会体制发生巨大变革的激荡中，无赖派作家的存在感进一步提升。被社会所关注的太宰治、坂口安吾、织田作之助等人也经常被媒体邀请做访谈。1946年11月25日,改造与文学季刊组织了两场作家论谈，几天后织田作之助就因劳累咳血，随即在次年1月就去世了。对于织田的死，太宰认为“织田君早有死心了。他就是带着必死的觉悟在写作品的人”，同时对于评论织田的人，他大声疾呼“杀死织田君的不就是你们吗？！他的猝死正是他最后的抗议诗”。
在战后一跃成名的太宰也招到了文坛一些人的忌恨及冷落。一次他与几位熟悉的作家喝酒，喝醉后他躺在隔壁房间休息，但听到酒席上人们在说他的坏话，于是他瞬时感到如坠入地狱般冷漠，从此与这些朋友也疏远了起来。

##### 与志贺直哉论战

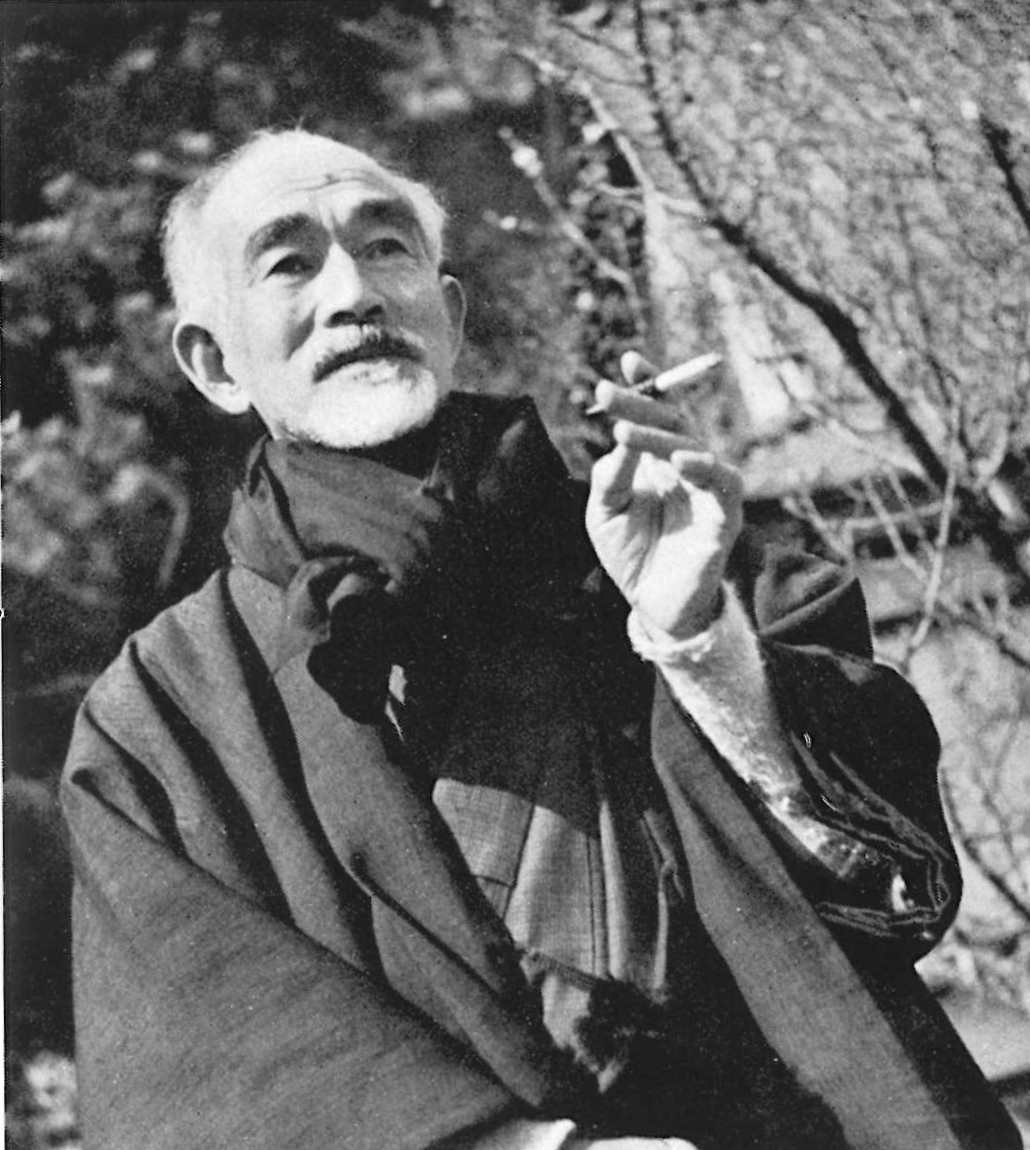
志贺直哉

1948年1月号的《文学行动》上，志贺直哉发表了对太宰治作品的批评。于是太宰针锋相对地在《如是我闻》的第一期上借用化名“老大家”来批判志贺。他对志贺的批评的动机大致有如下几点：一方面志贺在当时文坛上地位如日中天，而太宰反对世人的个人崇拜，因此需要挑战权威；另一方面由于志贺在织田生前与其也有过争论，而不久织田就因病逝世，故太宰似乎有为亡友讨公道的意思。而同样作为无赖派代表人物的坂口安吾也对志贺直哉发起了激烈的批判。
面对太宰的批评，志贺也毫不退让，他在《文艺》的1948年6月号上再次批评了太宰。被激怒了的太宰治于是在《如是我闻》第三期上开始指名道姓直接批评志贺。“那个老人（志贺）已经自己破产了”“对那个老人如同茶店老板一样阿谀逢迎”，太宰的批评已经尖锐到了极致。此后第四期上，他继续用“毫无教养”“欺负弱者”等语句，不断升级这场批判。而这一期《如是我闻》也正是太宰生前最后的出版作品。
对太宰而言，对文坛进行总清算的时机已经到来，因此这部《如是我闻》中将十余年来所遭遇的不快之事都一吐为快，而且即使因此而得罪文坛或朋友故交也在所不惜。正如他预见的一样，他的老师也是最支持的作家井伏鱒二看到太宰如此歇斯底里地批判志贺直哉，将之视为对作家生命的自杀行为。井伏也曾劝说太宰停下《如是我闻》的写作，但后者不为所动。事实上，这一时期太宰与井伏的关系也已经大不如前了。

##### 与井伏鱒二交恶

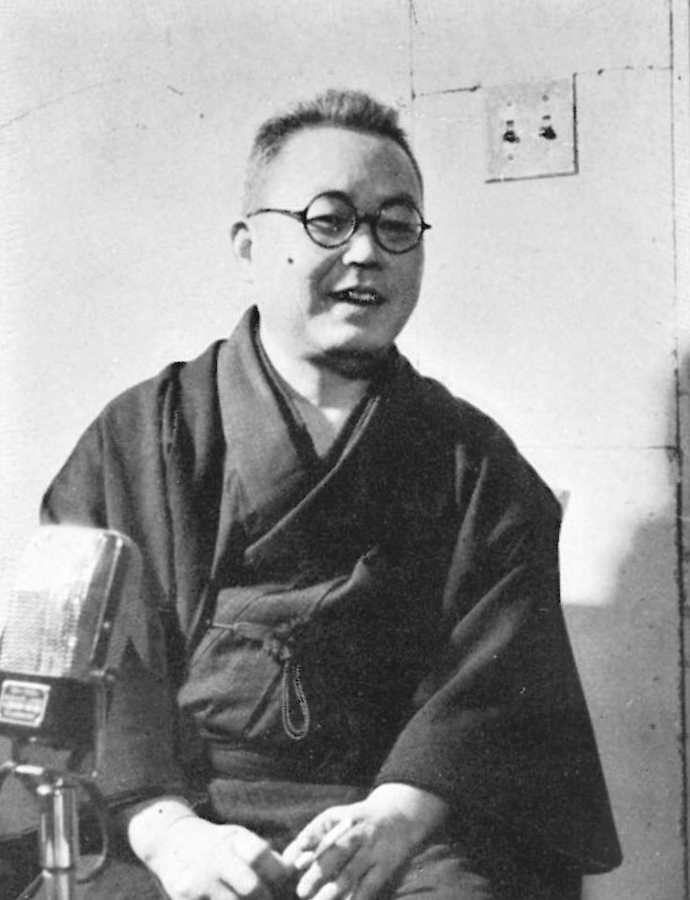
井伏鱒二

从1947年9月前后开始，太宰与井伏的关系也开始渐渐恶化。主要的原因就在于作为太宰的老师，他支持了太宰与美知子的婚事，而且也作为太宰与其旧家庭之间的沟通渠道，但面对太宰与太田静子以及山崎富荣的私情，他实在无法接受。此外，在太宰担纲的《井伏鳟二选集》的编辑工作中，他也对井伏的创作态度抱持疑问，而且两人互相对彼此的作品都有不能认同的地方。
根据太宰的妻子美知子捐赠给青森县近代文学馆的太宰手稿显示，他曾经对井伏也展开了激烈的批评。在《井伏鳟二选集》第二卷的编者后记中，太宰也曾经对井伏的《青岛大概记》有过嘲讽。此外，如本条目后述，太宰的遗书草稿中也有“井伏是个恶人”这样的话。
但是在《如是我闻》中，太宰终究没有对井伏直接展开批判。在昭和23年度的手稿中，他也写下了对井伏恩情的感激，因此尽管两人之间已经有了强烈的不信任，但终究没有彻底决裂。

#### 背负高额欠税
除了正在分崩离析的家庭、与情妇的关系、肺结核的病情恶化、与文坛作家们的决裂等因素外，对太宰造成重大打击的还有欠税问题。太宰向来亲自掌管稿费和版税等收入，而妻子只能在需要用钱时向太宰提出。1948年2月，税务署向太宰家寄送了催缴所得税11万7000日元的通知。
由于太宰平日惯于大手大脚，他的稿费收入早已被花光。而且他还答应每月要给新生的私生女治子一万日元的抚养费。无法足额缴税的太宰并没有亲自去税务署处理事宜，而是把责任推给了妻子。而美知子根本不清楚丈夫的经济收支，因此也很难与税务署对应。
1948年6月2日，国税厅的官员到太宰家找他本人，美知子只能将他们带去他常去的店里打听。当时太宰与税务局的官员的交谈内容已经无从查证。但这次谈话的11天后，太宰就与山崎富荣一同殉情。

### 疗养计划未能成行
在以上种种压力下身心俱疲的太宰听从筑摩书房社长古田晁的劝告，打算到外地的茶庄静养一段日子。由于当时物资匮乏，古田于1948年6月专程回老家长野县为太宰筹措静养期间的食物等。古田当时也跟井伏说了这个建议，希望太宰在静养期间暂停写作，而他一个月分三次将食物带上山供太宰使用。太宰也似乎很喜欢这个方案，并要求最初的一个月与他一起疗养。
1948年6月12日，太宰到大宮找古田晁谈事。但古田当时正在长野，两人未能见面。6月14日，从长野返回家中的古田晁听说太宰已经与山崎富荣一起失踪，惊愕不已。

### 殉情与遗体的发现过程

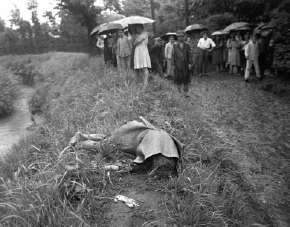
从玉川上水中打捞起的太宰治与山崎富荣的遗体

1948年6月10日，山崎富荣回了一趟山崎家的菩提寺以及御茶水美容学校的原址。13日，她将自己一直珍藏的瓷碟送给了家人。同一天，她还写信给太田静子，说明自己将与太宰殉情自杀。当天下午4点左右，太宰与山崎富荣一同进了富荣的房间。当晚，山崎富荣还到附近的酒家买了几次威士忌酒。据推测，当天深夜，两人在附近的玉川上水自沉身亡。
到了第二天，房东发现两人一直没出现，于是到他们住的房间查看。屋内整理得很干净，还有焚香的残余气味。烟灰缸里有许多太宰使用过的药的纸盒，而前一天烧好的米饭也一动未动。
在两人的房间里，太宰与山崎的照片并排贴在一起，小书桌上有一封给妻子美知子等人的遗书，还有一首赠送给友人伊马春部的短歌(大致意思：池水混浊，难见紫藤花倒影，而雨一直下个不停)。另外作为《斜阳》创作源泉的太田静子的日记、山崎富荣的日记、正在报纸连载的《GoodBye》的校对稿和原稿等都在桌上排列齐整。此外在房间中央也堆放着和服以及其他物品，上面分别写明了应当交给何处谁人。
6月14日晚，两个人的家人们分别都请求三鷹警察署展开搜查。第二天15日的清晨，在太宰住宅附近的玉川上水的堤岸上，发现草地上有人滑倒过的痕迹，并在旁边发现了小啤酒瓶、蓝色小瓶、小的玻璃碟、剪刀和化妆袋等物件。6月16日，各家报社都开始报道太宰与山崎富荣可能已经殉情，这也是自芥川龙之介自杀事件后日本社会上最轰动的消息。
事实上，太宰与山崎富荣自沉的地方附近水流速度很快，而且水体很深，因此溺水的遗体也不会浮上水面，被称为魔渊。经过数日搜查，警方始终没能找到两人的尸体。但在6月19日早晨，终于在警方推测的落水地点下游1公里左右的地方，发现了他们的尸体。两人紧紧相拥，而且在腰上还有红色的绳子繫在一起。当时距离落水已有5天以上，尸体也在水中肿胀发臭。当时将遗体从水中捞上来的工作人员旋即将两人之间的绳子割断。此后两具遗体被分开处置，太宰的遗体被装入出版社准备的棺材里。山崎富荣遗体则在稍后也被放入棺材。
两人的遗体也在友人亲属的见证下，由庆应义塾大学的法医学专业医生进行了检查。检查的结果显示，两人并未服用毒药，也没有他杀的嫌疑，仅仅是落水致死，因此并没有进行解剖。此后，根据太宰遗孀美知子的意愿，遗体没有运回家中而是直接被运往火葬场。尽管太宰的朋友中也有人认为应该将两人的遗体都运到同一家火葬场，但由于津岛家的强烈反对，最后太宰与山崎的遗体分别在不同的火葬场被火化。
太宰的遗体被火化后，在一周年的忌日，根据他的遗愿，被安葬在三鷹禅林寺的森鸥外墓前。而山崎富荣的遗愿是希望与太宰葬在一起。尽管主管太宰葬礼的丰岛与志雄也支持将两人合葬，但其他人均反对，尤其以津岛家为甚，因此最终连山崎的遗髮和照片都未能与太宰合葬。

## 关于太宰之死的众说纷纭

### 自杀及太宰的文学
畅销作家太宰与情妇殉情一事，受到了新闻媒体的极大关注。有些观点认为这不仅仅是作家的自杀事件，而具有普遍性意义，甚至认为太宰的死标志着日本战后的第一阶段混乱期的终结。此后也出现了痴迷太宰的小说，并追随他自杀身亡的年轻人。
许多文学工作者也对太宰之死发表了观点。在太宰自杀前不久，福田恒存就在《道化的文学》中评论道：“太宰治的人生就宛如芥川龙之介的人生及作品系列的逆过程”，“他的每一天似乎都是人生的垂暮之年，动辄就以自杀为手段，接着又努力活下来，被逐回了现实世界”。而檀一雄则直接将太宰的死与其文学联系在一起。他在《文艺的完遂》一文中评论：“太宰的死毫无疑问就是对他的文艺抽象的完成”，也是“成就其文艺壮志”的行为，“太宰不得不完成的文艺事业最后吞噬了太宰自己”。而伊藤整及平野谦等人也将他的死与文学直接联系起来进行论述。
在此后的研究中，安藤宏分析了太宰在1948年的手稿中记载的《人间失格》及《如是我闻》的创作记录，认为太宰将现实中的人际关系直接转化为作品，因此他本人与作品中的人物已经逐渐合二为一，一旦遇到创作上的重大障碍，他就不得不采取文学上的自杀行为。
另一方面，坂口安吾有不同观点，他在《不良少年与基督》一文中提到，太宰是在酩酊大醉的情况下说出求死之言，而山崎富荣才是自杀事件中起主导作用的人，因此两人的殉情其实与文学并无直接的关联。

#### 遗书及短歌
太宰对妻子美知子留下了一封遗书。此外在现场人们也发现了他写的遗书的草稿。遗书共写了9页，太宰在最后的结尾写下了“津岛修治 美知子，我比任何人都更爱着你。”。这封遗书及草稿都交给了美知子本人，而草稿的内容也被媒体进行了报道。
我并不是因为讨厌你才选择自杀的。我只是因为厌恶写小说了。所有人都是那么讨厌的贪婪。井伏是个坏人。
以上的文字是被报道的遗书结尾的内容。
遗书中提到的“井伏是个坏人”，引发了舆论的极大猜疑。但井伏本人在新闻采访中表示“自己完全摸不着头脑，不知所以”。
关于太宰手抄的短歌，伊马春部分析其反映了太宰烦闷的心态，晚年的太宰身心俱疲，似乎也如浑浊的池水一般。中井英夫也认为太宰遗书中的这首短歌象征着他从内心深处厌恶人世间的肮脏、阴谋、嫉妒，同时他相信总有一天高贵的紫藤花会映射出光芒，但疲惫不堪的太宰已经等不到冲刷一切污秽的雨水降临的这一天了。

### 山崎富荣主导说及反对意见
有一种意见认为，山崎富荣对于太宰治的死起到了决定性的作用。也有人推测，山崎给太宰服用了氰化钾才导致了他的死亡。
在毒杀说之后，井伏鳟二又公开了绞杀说。当时井伏曾对负责检查尸体的警官说，太宰的脖子上有被绳索勒过的痕迹。1955年，龟井胜一郎也在与警察的访谈中，提到太宰的脖子上有勒痕。三枝康高也发表文章，提到三鷹署的警察断定太宰是被山崎富荣杀害的。
但对于上述观点，不少人发表了强有力的反对意见。首先村松定孝作为三鷹署警局的医生，与当时负责检查的法医直接沟通过，认为太宰脖子上的勒痕是子虚乌有的。而太宰治研究专家的长篠康一郎也到三鷹署进行调查，确认过警察内部并没有提到过他杀或毒杀等说法。此外在玉川上水打捞并安置太宰遗体的野原一夫也否认看到过太宰脖子上有勒痕，因此激烈地反对龟井等人提出的他杀说。还有与野原一起处理遗体的野平健一也否认了勒痕的存在，反驳了这种主张他杀的谣言。
另外，也有观点认为尽管山崎没有直接杀死太宰，但也主导了两人的殉情。太宰研究学者相马正一认为当时太宰正在报纸连载小说，并着手出版自己的全集，因此在这时点没有充分的赴死理由，还引用了坂口安吾的《不良少年与基督》，认为是山崎富荣单方面的感情压力迫使太宰走上了绝路。曾根博义一方面认为在太宰的文学和人生经历中虽然潜藏着对死亡的渴望，但也非常支持相马的观点。
另一方面，也有强烈反对山崎主导说的学者。长篠康一郎认为山崎富荣仅仅是因为对太宰的爱而陪伴他赴死，渡部芳纪也认为山崎富荣是看到太宰死意已决才慨然殉情的。知名的太宰研究学者浅田高明也认为两人之间自然产生的爱情促使他们认为这次自杀是一种新的出发，而两人必须相伴同行。

## 从精神医学角度的分析
太宰于1936年11月在东京武藏野医院接受治疗时，其主治医生就诊断他患有精神性疾病，并认为他是在药物依赖的基础上附加了精神病。精神科医生宮城音弥据此认为，“天才的创造性往往与对社会的适应能力成反比例，他们是牺牲了对社会的适应能力来从事天才的艺术创造的”，从而提出了太宰治天才论。
大原健士郎指出，太宰反复的自杀尝试以及将自杀题材反复用于小说创作，体现出他有一种“带有自杀特质的精神病患者”，而且这种“以自杀为活着的目的”的精神病特质的人也不少见。此外太宰本人的人格不太稳定，时常感到抑郁、无力感及对他人的依赖性，尤其在反复自杀的过程中，他对女性有着莫名的依赖感，因此多次都会与女伴一起殉情。这样的太宰所创作的作品中的虚构世界，往往比写实的文章更为尖锐，能够引起现代人的共鸣。

## 樱桃忌
从太宰死后的头七开始，他的亲友们就建议今后每年在他的忌日前后举行追思太宰的集会。于是在他死后一周年的1949年6月19日（太宰遗体被发现之日，也是他的生日），举办了第一次樱桃忌。本来有人建议叫为“美乐斯”，但今官一建议用太宰晚年的作品《樱桃》为名，并获得了一致认可。这主要是因为樱桃是太宰家乡津轻的特产，而且其鲜红的颜色及珍珠般的形状也与作家波澜万丈的一生非常贴合。
最初，樱桃忌只是太宰挚友亲属之间的小规模聚会。他的朋友龟井胜一郎和学生小山清等人负责召集，邀请他的家属在太宰墓地的禅林寺集会缅思。之后到了50年代，不少太宰的崇拜者都听说了这场集会后，纷纷赶来参加，每年大约有30-40名的参加者。
到了1957年后，太宰的读者有了爆发式的增长。原因在于筑摩书房出版了太宰治全集，而且中学语文课本里也收录了“奔跑吧美乐斯”等文章，让他进一步声名大噪。之后由于许多年轻人都来参加樱桃忌，活动的组织难度增加，因此改由筑摩书房负责组织。
从1965年开始，樱桃忌的组织营运由太宰的学生们组成的干事会负责。同时，樱桃忌上也会发表太宰治奖的获奖名单，并举行颁奖仪式。于是从1960年起到80年代，每年都有热心的太宰迷参加樱桃忌，大约规模都在数百人之多。从1960年代后半段起，樱桃忌也作为每年固定举办的活动被收入俳句的岁时记。
到了90年代，随着太宰的学生和故人都迈入高龄，干事会对组织樱桃忌的活动感觉力不从心，于是在1992年宣布解散。此后每年的6月19日，各地赶来的太宰迷们会自发地在太宰墓前举办活动，追思太宰治的一生。